# Зогай, Преч
Преч Зогай (алб. Preç Zogaj ; 5 декабря  1957, Лежа, Албания) — албанский писатель, поэт, журналист, государственный и политический деятель.

## Биография
Изучал албанскую филологию и литературу в Тиранском университете. Работал журналистом и издателем. Сотрудничал с журналами «Drita», «Koha Jone», «Shekulli», «Republika», «Spekter и Nentori».
В 1990 году стал одним из ведущих деятелей албанской демократической оппозиции и один из активных участников антикоммунистических выступлений 1990—1991 годов. В это же время Зогай был избран председателем Албанской ассоциации журналистов.
В июне 1991 года стал первым некоммунистическим министром культуры в коалиционном коммунистическо-демократическом правительстве 1991 года. В 1992 года из-за конфликта с Сали Бериша, ушёл с поста министра и был избран генеральным секретарём партии Демократический альянс.
В 2000 году некоторое время был министром без портфеля в правительстве Илира Мета. Депутат албанского парламента, в котором работал председателем Комиссии по вопросам иностранных дел и торговли.

## Творчество
Первые работы опубликовал в 1991 году. Автор сборников поэзии и коротких прозаических произведений. В 2015 году издал книгу воспоминаний «Fillimet», посвященную истокам своей политической деятельности.
Произведения Зогая были переведены на французский и итальянский языки.

## Поэзия
- Qielli i gjithkujt, Tirana 1991.
- Këmbësor në qiell, Tirana 1994.
- Kalimi, Tirana 1999.
- Pas Erës së Re, Tirana 2004.
- Gjalle une pashe, Tirana 2008.
- Ngjarje në tokë, Tirana 2011

## Проза
- Shetitorja, Tirana 1990.
- Pa histori, Tirana 1993.
- Paradhoma e nje presidenti , Tirana 2001.
- Kufiri , Tirana 2007

## Книги воспоминаний
- Nga hiri , Tirana 2003.
- Fillimet, Tirana 2015.

## Награды
Становился лауреатом национальной литературной премии «За лучшую книгу года» (дважды), премии «Золотое перо», премии «Лагос», премии имени Наима Фрашери.